# Tan Tarı
Tan Tarı (ur. w 1935 w Ankarze) – turecki zapaśnik walczący w stylu klasycznym. Olimpijczyk z Rzymu 1960, gdzie zajął dziewiąte miejsce w kategorii plus 87 kg. 